# Кетрін Тайнен
Кетрін Тайнен (23 січня 1859 — 2 квітня 1931) — ірландська письменниця, відома своїми романами і поезією. Після того як вишла заміж в 1898 році за англійським письменником та адвокатом Генріхом Альбертом Хінксоном (1865—1919) вона зазвичай підписувалася під іменем Кетрін Тайнен Хінксон(Katharine Tynan Hinkson). З їхніх трьох дітей Памела Хінксон(1900—1982) також стала письменницею.

## Життєпис
Тайнен народилася у великій сім'ї в Клондалкіні, Дублін, та отримала освіту в монастирській школі Святої Катерині у Дрогеді. Її поезія була вперше опублікована в 1878 році. В 1886 вона познайомилася з поетом Джерардом Манлі Хопкінсом. Кетрін продовжувала грати значну роль у дублінських літературних колах, поки вона не одружилася і не переїхала до Англії; пізніше вона жила в Клареморріс, округу Майо, коли її чоловік магістрат там з 1914 по 1919 рік. . Як повідомляється, вона написала понад 100 романів. Її зібрані вірші з'явилися в 1930 році; вона також написала п'ять автобіографічних томів.
Катарін Тинан Хінксон померла 2 квітня 1931 року в місті Уімблдон, Лондон, 72 роки.

## Публікації
- Louise de la Vallière (1885) вірші
- Shamrocks (1887)
- Ballads & Lyrics (1891)
- Irish Love-Songs (1892)
- A Cluster of Nuts, Being Sketches Among My Own People (1894)
- Cuckoo Songs (1894)
- Miracle Plays (1895)
- The Land of Mist and Mountain (1895)
- The Way of a Maid (1895)
- Three Fair Maids, or the Burkes of Derrymore (c.1895) later Illustrated by G. Demain Hammond
- An Isle in the Water (1896)
- Any women(1896)
- Oh, What a Plague is Love! (1896)
- The Golden Lily (1899)
- The Dear Irish Girl (1899)
- Her Father's Daughter (1900)
- Poems (1901)
- A Daughter of the Fields (1901)
- A King's Woman (1902)
- Love of Sisters (1902)
- The Great Captain: A Story of the Days of Sir Walter Raleigh (1902)
- The Handsome Quaker, and other Stories (1902)
- The Adventures of Carlo (1903) illustrated by E. A. Cubitt
- The Luck of the Fairfaxes (1904)
- A Daughter of Kings (1905)
- Innocencies (1905) poems
- For the White Rose (1905)
- A Little Book for Mary Gill's Friends (1905)
- The Story of Bawn (1906)
- The Yellow Domino (1906)
- Book of Memory (1906)
- Dick Pentreath (1906)
- The Cabinet of Irish Literature. (4 volumes) (1906) editor, expansion of work by Charles Read
- The Rhymed Life of St Patrick (1907) Illustrated by Lyndsay Symington
- Twenty-One poems, selected by W. B. Yeats (Dun Emer Press, 1907)
- A Little Book of XXIV Carols (1907)
- Father Mathew (1908) biography of Theobald Mathew
- Experiences (1908)
- A Union of Hearts (1908)
- The House of the Crickets (1908)
- Ireland (1909) A Little Book for John O'Mahony's Friends (1909)
- The Book of Flowers (1909) with Frances Maitland
- Mary Gray(1909)
- A Girl of Galway
- The Rich Man
- A Red, Red Rose (c.1910)
- Heart O' Gold or the Little Princess
- The Story of Cecelia (1911)
- New Poems (1911)
- Princess Katharine (1911)
- Twenty-five Years: Reminiscences (1913)
- Irish Poems (1913)
- The Wild Harp (1913) poetry anthology, editor, illustrated by C. M. Watts
- A Mesalliance (1913)
- The Daughter of the Manor (1914) illustrated by John Campbell
- A Shameful Inheritance (1914)
- The Flower of Peace (1914) poems
- Mary Beaudesert, V. S. (1915)
- Flower of Youth (1915) poems
- The Curse of Castle Eagle (1915)
- The House of the Foxes (1915) novel
- Joining the colours (1916)
- Lord Edward: A Study in Romance (1916)
- The Holy War (Great War Poems). 1916.
- The Middle Years (1916)
- Margery Dawe (1916) illustrated by Frank E. Wiles
- Late Songs (1917)
- Herb O'Grace (1918) poems
- The sad years (1918) tribute to Dora Sigerson
- The Years of the Shadow (1919)
- The Honourable Molly (1919)
- Denys the Dreamer (1920)
- The Handsome Brandons (1921) Illustrated by G. D. Hammond Bitha's
- Wonderful Year (1922)
- The Wandering Years (1922)
- Evensong (1922)
- White Ladies (1922)
- A Mad Marriage (1922)
- novel Memories (1924)
- Life in the Occupied Area (1925)
- The Man from Australia (1925)
- The Wild Adventure (1927)
- Twilight Songs (1927)
- The Face in the Picture (1927)
- Haroun of London (1927)
- Pat, the Adventurer (1928)
- The Respectable Lady (1928)
- The River (1929)
- Castle Perilous (1929)
- The Squire's Sweetheart (1930)
- Denise the Daughter (1930)
- Collected Poems (1930)
- The Admirable Simmons (1930)
- The Forbidden Way (1931)
- Philippa's Lover (1931)
- A Lonely Maid (1931)
- The Story of Our Lord (1932)
- The Other Man (1932)
- An International Marriage (1933)
- Londonderry Air (1935)
- The Briar Bush Maid
- A little radiant girl, illustrated by John Campbell
- A Passionate Pilgrim Maxims
- The Poems of Katharine Tynan (1963) edited by Monk Gibbon